# Canope (Debussy)
Pour un article plus général, voir Préludes de Debussy.
Pour les articles homonymes, voir Canope.
Canope est le dixième prélude du deuxième livre des Préludes pour piano de Claude Debussy. 

## Présentation
Canope est composé entre 1911 et 1912, et créé à Londres le 12 juin 1913 au Aeolian Hall par le pianiste Walter Rummel. En France, l'œuvre est donnée en première audition lors d'un «gala Claude Debussy » le 19 juin 1913, avec deux autres préludes, par le compositeur au piano.
Le titre du prélude se réfère à la canope, urne funéraire étrusque ou égyptienne ornée d'un couvercle représentant une tête symbolique. Debussy en possédait deux.
La partition est publiée par Durand en 1913.

## Analyse et commentaires
Canope, d'une durée moyenne d'exécution de trois minutes environ, est en ré mineur, « très calme et doucement triste », à 
.
La pièce, véritable « déploration funèbre », est selon Harry Halbreich l'une des pages de Debussy « les plus secrètes, les plus rares et les plus énigmatiques, et par voie de conséquence les plus méconnues. L'une des plus étonnamment modernes et prophétiques, également, et surtout, l'une des plus parfaitement belles et émouvantes ». Guy Sacre abonde, décrivant la partition comme « parmi les plus inspirées du piano de Debussy ».
Alfred Cortot relève que « les lignes pensives et douces de cette pièce ont la noblesse même et le dessin mesuré de l'urne cinéraire antique qui lui sert de symbole. Et ce chant douloureux et tendre, qui gémit ainsi par la voix d'une flûte languissante, dit l'inextinguible amour de l'ombre adolescente dont le secret tourment dort ici, dans ces cendres légères, d'un sommeil sans oubli ».
Halbreich note que les accords parfaits parallèles du début de la partition font penser au début du Martyre de saint Sébastien.

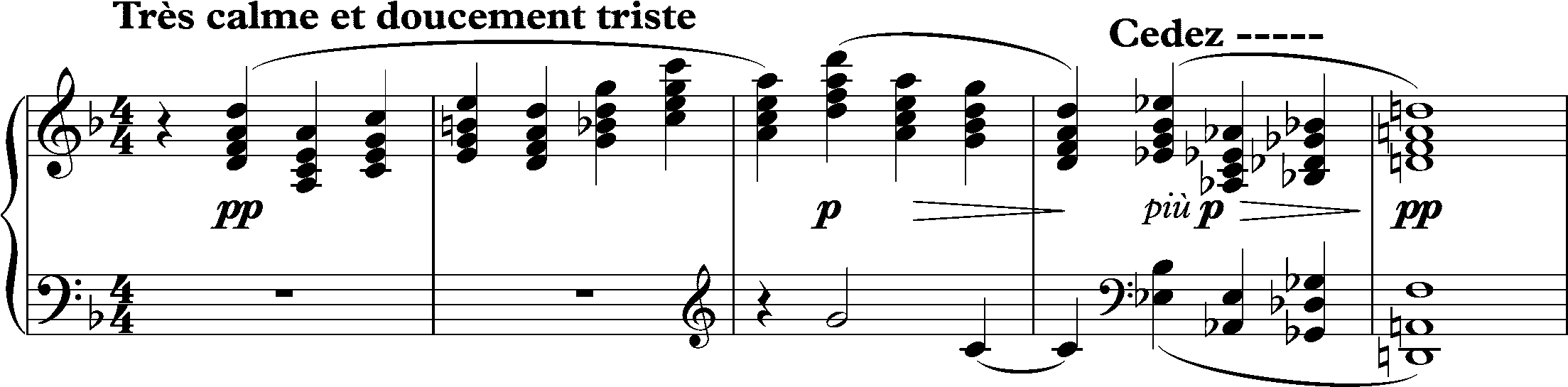
Premières mesures de Canope.

L'œuvre se prolonge ensuite avec une « plainte modale, chromatique et orientalisante, des pleureuses antiques ». Et dans l'ensemble, « toute la pièce se déroule dans une atmosphère étrangement hiératique et lointaine, créant une sensation d'infinie solitude, accentuée par une fin qui n'en est pas une ; on reste suspendu sur le vide ».
Éric Lebrun rappelle que « Maurice Ohana voyait dans la figure descendante qui précède le retour du motif initial, et qui fait penser à quelque lyre ancienne, l'évocation de quarts de tons ».
Dans le catalogue des œuvres du compositeur établi par le musicologue François Lesure, Canope porte le numéro L 131 (123) no 10.

## Discographie sélective
- Debussy : Piano works Vol. 4, François-Joël Thiollier (piano), Naxos 8.553293, 1998[8].
- Debussy: Préludes, Steven Osborne (piano), Hyperion Records CDA 67530, 2006[9].
- Debussy : Complete Works for Piano, Volume 1, Jean-Efflam Bavouzet (piano), Chandos Records CHAN 10421, 2007[10].
- Debussy : The Solo Piano Works, Noriko Ogawa (piano), BIS Records CD 1955/56, 2012[11].
- Claude Debussy : The complete works, CD 4, Yuri Egorov (piano), Warner Classics, 2018[12].